# フェルミ (小惑星)
フェルミ (8103 Fermi) は小惑星帯に位置する小惑星である。イタリアのファッラ・ディゾンツォで発見された。
イタリア出身の原子物理学者、エンリコ・フェルミに因んで命名された。